# Schweinhof

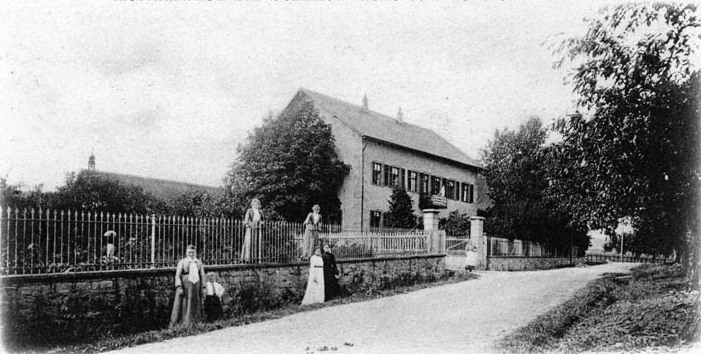
Postkarte von 1903

Schweinhof (grabfeldisch Schweihouf oder Schwoehof) ist ein Gemeindeteil der Kreisstadt Bad Neustadt an der Saale im unterfränkischen Landkreis Rhön-Grabfeld in Bayern.

## Lage
Der Weiler liegt im nordwestlichen Teil der Stadtgebiets südwestlich von Lebenhan sowie am nördlichen Rand des Tals der Brend.

## Geschichte
Der Ort wurde 1303 als „Hof zu Schweinenbach“ erwähnt.
Während der Gebietsreform in Bayern wurde Schweinhof 1972 als Teil der Gemeinde Lebenhan nach Brendlorenzen und 1978 als Teil der Gemeinde Brendlorenzen in die Stadt Bad Neustadt an der Saale eingemeindet.

## Verkehr
Schweinhof wird durch die unmittelbar östlich mit Ortshinweistafeln vorbeiführende Kreisstraße NES 14 zwischen dem Tal der Brend und Lebenhan erschlossen.
Südlich von Schweinhof verläuft in West-Ost-Richtung durch das Brendtal die Bundesstraße 279, entlang der von 1885 bis 1989 die Bahnstrecke Bad Neustadt–Bischofsheim mit dem Haltepunkt Schweinhof lag. Die Strecke wurde durch den Rhön-Radweg ersetzt.
In Schweinhof liegt die gleichnamige Bushaltestelle des Verkehrsverbunds Nahverkehr Mainfranken.